# Libon
Libon è una municipalità di seconda classe delle Filippine, situata nella Provincia di Albay, nella Regione del Bicol.
Libon è formata da 47 baranggay:
- Alongong
- Apud
- Bacolod
- Bariw
- Bonbon
- Buga
- Bulusan
- Burabod
- Caguscos
- East Carisac
- Harigue
- Libtong
- Linao
- Mabayawas
- Macabugos
- Magallang

- Malabiga
- Marayag
- Matara
- Molosbolos
- Natasan
- Nogpo
- Pantao
- Rawis
- Sagrada Familia
- Salvacion
- Sampongan
- San Agustin
- San Antonio
- San Isidro
- San Jose
- San Pascual

- San Ramon
- San Vicente
- Santa Cruz
- Santo Niño Jesus
- Talin-talin
- Tambo
- Villa Petrona
- West Carisac
- Zone I (Pob.)
- Zone II (Pob.)
- Zone III (Pob.)
- Zone IV (Pob.)
- Zone V (Pob.)
- Zone VI (Pob.)
- Zone VII (Pob.)